# Elizabeth Whitlock
Elizabeth Whitlock nata Kemble (2 aprile 1761 – 27 febbraio 1836) è stata un'attrice teatrale inglese.

## Biografia
Un membro della famosa famiglia teatrale Kemble, figlia di Sarah Ward e Roger Kemble. La sua prima apparizione teatrale fu nel 1783 al Drury Lane interpretando Porzia. Nel 1785 sposò Charles E. Whitlock.
Partì con il marito negli USA dove ebbe molto successo, mostrandosi anche di fronte al presidente George Washington. Probabilmente ritiratasi nel 1807, la sua bravura fu messa a dura prova dalla bravura di una delle sue sorelle Sarah Siddons.